# Mappa (singolo)
Mappa è un singolo dei cantanti italiani Mameli e Mali, pubblicato il 13 marzo 2020.

## Descrizione
Il brano, scritto da entrambi gli artisti, è prodotto da Simone Sproccati.

## Tracce
Testi e musiche di Mario Castiglione e Meli.
1. Mappa – 3:08